# تئودور (برادر هراکلیوس)
تئودور برادر (یا برادر ناتنی) هراکلویس، امپراتور روم (از ۶۱۰-۶۴۱) بود. او که یک curopalates و یکی از سرداران برجسته هراکلیوس بود، در جنگ علیه ایرانی‌ها و همینطور جنگ علیه اعراب شرکت کرد. او پسر والی آفریقا و همینطور سردار، هراکلیوس مهتر بود. بلافاصله پس از سرنگون شدن فوکاس توسط هراکلیوس، تئودور به پست کلیدی curopalates منصوب شد و سرپرستی کاخ را بر عهده گرفت که در زمان خود دومین پست مهم در اداره شاهنشاهی بود.